# روبرت روزاريو
روبرت روزاريو (بالإنجليزية: Robert Rosario)‏ (4 مارس 1966 -) هو لاعب كرة قدم بريطاني في مركز الهجوم. لعب مع نوتينغهام فورست ووولفرهامبتون واندررز.

## وصلات خارجية
- روبرت روزاريو على موقع قاعدة بيانات كرة القدم.إي يو (الإنجليزية)
- روبرت روزاريو على موقع عالم كرة القدم.نت (الإنجليزية)